# ATP-toernooi van Scottsdale
Het ATP-toernooi van Scottsdale, ofwel de Tennis Channel Open  was een jaarlijks terugkerend tennistoernooi  voor mannen dat werd georganiseerd in het Amerikaanse Scottsdale. In 1986 vond de eerste editie in Scottsdale  plaats. Na 2005 werd het toernooi verplaatst naar Las Vegas.

## Finales

### Singles
| Jaar | Winnaar             | Runner-up          | Score            |
| ---- | ------------------- | ------------------ | ---------------- |
| 2005 | Wayne Arthurs       | Mario Ančić        | 7-5, 6-3         |
| 2004 | Vincent Spadea      | Nicolas Kiefer     | 7-5, 6-7(5), 6-3 |
| 2003 | Lleyton Hewitt      | Mark Philippoussis | 6-4, 6-4         |
| 2002 | Andre Agassi        | Juan Balcells      | 6-2, 7-6(2)      |
| 2001 | Francisco Clavet    | Magnus Norman      | 6-4, 6-2         |
| 2000 | Lleyton Hewitt      | Tim Henman         | 6-4, 7-6(2)      |
| 1999 | Jan-Michael Gambill | Lleyton Hewitt     | 7-6(2), 4-6, 6-4 |
| 1998 | Andre Agassi        | Jason Stoltenberg  | 6-4, 7-6(3)      |
| 1997 | Mark Philippoussis  | Richey Reneberg    | 6-4, 7-6(4)      |
| 1996 | Wayne Ferreira      | Marcelo Ríos       | 2-6, 6-3, 6-3    |
| 1995 | Jim Courier         | Mark Philippoussis | 7-6(2), 6-4      |
| 1994 | Andre Agassi        | Luiz Mattar        | 6-4, 6-3         |
| 1993 | Andre Agassi        | Marcos Ondruska    | 6-2, 3-6, 6-3    |
| 1992 | Stefano Pescosolido | Brad Gilbert       | 6-0, 1-6, 6-4    |
| 1989 | Ivan Lendl          | Stefan Edberg      | 6-2, 6-3         |
| 1988 | Mikael Pernfors     | Glenn Layendecker  | 6-2, 6-4         |
| 1987 | Brad Gilbert        | Eliot Teltscher    | 6-2, 6-2         |
| 1986 | John McEnroe        | Kevin Curren       | 6-3, 3-6, 6-2    |

### Dubbelspel
| Jaar | Winnaars                          | Runners-up                         | Score                   |
| ---- | --------------------------------- | ---------------------------------- | ----------------------- |
| 2005 | Bob Bryan Mike Bryan              | Wayne Arthurs Paul Hanley          | 7-5, 6-4                |
| 2004 | Rick Leach Brian MacPhie          | Jeff Coetzee Chris Haggard         | 6-3, 6-1                |
| 2003 | James Blake Mark Merklein         | Lleyton Hewitt Mark Philippoussis  | 6-4, 6-72, 7-65         |
| 2002 | Bob Bryan Mike Bryan              | Mark Knowles Daniel Nestor         | 7-5, 7-66               |
| 2001 | Donald Johnson Jared Palmer       | Marcelo Ríos Sjeng Schalken        | 7-63, 6-2               |
| 2000 | Jared Palmer Richey Reneberg      | Patrick Galbraith David Macpherson | 6-3, 7-5                |
| 1999 | Justin Gimelstob Richey Reneberg  | Mark Knowles Sandon Stolle         | 6-4, 6-74, 6-3          |
| 1998 | Cyril Suk Michael Tebbutt         | Kent Kinnear David Wheaton         | 4-6, 6,1, 7-6           |
| 1997 | Luis Lobo Javier Sánchez          | Jonas Björkman Rick Leach          | 6-3, 6-3                |
| 1996 | Patrick Galbraith Rick Leach      | Richey Reneberg Brett Steven       | 5-7, 7-5, 7-5           |
| 1995 | Trevor Kronemann David Macpherson | Luis Lobo Javier Sánchez           | 4-6, 6-3, 6-4           |
| 1994 | Jan Apell Ken Flach               | Alex O'Brien Sandon Stolle         | 6-0, 6-4                |
| 1993 | Mark Keil Dave Randall            | Luke Jensen Sandon Stolle          | 7-5, 6-4                |
| 1992 | Mark Keil Dave Randall            | Kent Kinnear Sven Salumaa          | 4-6, 6-1, 6-2           |
| 1989 | Rick Leach Jim Pugh               | Paul Annacone Christo Van Rensburg | 6-7, 6-3, 6-2, 2-6, 6-4 |
| 1988 | Scott Davis Tim Wilkison          | Rick Leach Jim Pugh                | 6-4, 7-6                |
| 1987 | Rick Leach Jim Pugh               | Dan Goldie Mel Purcell             | 6-3, 6-2                |
| 1986 | Leonardo Lavalle Mike Leach       | Scott Davis David Pate             | 7-6, 6-4                |

1986 · 1987 · 1988 · 1989 · 1992 · 1993 · 1994 · 1995 · 1996 · 1997 · 1998 · 1999 · 2000 · 2001 · 2002 · 2003 · 2004 · 2005
 Scottsdale (1992-2005) →  Las Vegas (2006-2008) → ATP
ITF-toernooien (mannen en vrouwen)

ATP-toernooien (mannen) – ATP-seizoen 2025

WTA-toernooien (vrouwen) – WTA-seizoen 2025

Voormalige toernooien mannen
Voormalige toernooien vrouwen
Voormalige amateurtoernooien